# Gulshan Gurbanova
 (mai 2022).
Pour les articles homonymes, voir Gurbanov.
Gulchan Gurbanova (en azéri: Gülşən Ağadadaş qızı Qurbanova ; née le 19 décembre 1950 à Bakou et morte le 17 novembre 2006 à Bakou) est une actrice azerbaïdjanaise soviétique, Artiste du peuple de l'Azerbaïdjan (1998).

## Biographie
En 1974 elle obtient le Diplôme de l'Institut azerbaïdjanais de la culture et des arts. Du 16 février 1979 au 17 novembre 2006, elle travaille au Théâtre national des jeunes spectateurs d'Azerbaïdjan.

## Début
Elle fait ses débuts au cinéma en 1977 dans le film Le jour d'anniversaire. En 1979, elle joue un rôle majeur dans l'almanach cinématographique Ma femme, mes enfants. Au total, elle participe au tournage de 12 films.

## Rôles
Au théâtre, elle interprète les rôles suivants:
- Mardjan (Ma tante musicale, A. Aylisli),
- Eizangul (Chirinbala recueille du miel, S. Gadirzade),
- Tchitchek (Berceuse de mère, I. Joshgun),
- Chahnaz (Le gars de ville, G. Rasulov ),
- Almagyul (Fête du Mont Fudji, Tch. Aytmatov),
- Gulara (Roman d'amour, Ch. Khurshud et A. Hajiyev),
- Nera (Prométhée enchaîné, J. Mammadov),
- Gulnaz (Amateur d'argent, A. Orud).

En 1989, elle est honorée du titre d'Artiste émérite de la RSS d'Azerbaïdjan et en 1998 du titre d'Artiste du peuple d'Azerbaïdjan. Elle interprète le rôle de Sadaget dans le film Belle-mère en 1978.

## Travail à AzTV
Après avoir travaillé au théâtre, elle reçoit de nombreuses invitations à des chaînes de télévision, collabore avec la chaîne AzTV pendant de nombreuses années dans le cadre du projet Rions ensemble.